# Peter Scherpenzeel
Peter Scherpenzeel (1954) is een Nederlands kunstenaar en musicus.
In de jaren 70 was hij roadie en lichtshowmedewerker bij de muziekgroep Kayak en speelde als hobby basgitaar. Toen Kayak na vertrek van Theo de Jong zonder bassist kwam te zitten vulde Peter deze vacature op; zijn broer Ton Scherpenzeel (zelf ooit begonnen op de basgitaar) was en is leider van die band. Peter speelde mee op een vijftal muziekalbums. De bassist viel in 1979 bij televisieopnamen voor de BRT op een effectenbommetje; hij hield er brandwonden en beschadigd gezicht, borst en arm aan over.  In 1982 viel die versie van de band uiteen, naar eigen zeggen heeft hij de basgitaar daarna nooit meer aangeraakt. Peter constateerde achteraf (2022), dat zijn invloed op de ontwikkelingen in de band gering was geweest. In zijn ogen bleef Royal Bed Bouncer het beste Kayakalbum; hij speelde er niet op mee. 
Peter Scherpenzeel was toen al bezig met het ontwerpen en maken van Tiffanylampen. Zo maakte hij in 1979 op verzoek van beide manager Frits Hirschland een glas-in-loodversie van de platenhoes van Reality Fills Fantasy van Earth & Fire; het hing/hangt in de Soundpush Studio van Jaap Eggermont. Broer Ton zou eind jaren tachtig even in die band spelen.
Hij had en heeft onder de naam Peter Scherpenzeel Studio winkels in Amsterdam en zijn atelier staat in Wormerveer. Dochter Rose-Anne Scherpenzeel (2 mei 1980) was enige tijd werkzaam in zijn winkel/atelier, maar ontwikkelde later eigen glaskunst zoals glasmozaïeken. 
Katherine Lapthorn, de vrouw van Peter, zong gedurende een aantal jaren mee in Kayak en leverde een aantal songteksten af. Haar discografie loopt parallel met die van Peter, behalve The Last Encore.

## Discografie
- Kayak: The Last Encore (hij speelt blokfluit op één track)
- Kayak: Periscope life
- Kayak: Phantom of the night
- Kayak: Merlin
- Kayak: Eyewitness